# Declaración conjunta sobre la doctrina de la justificación

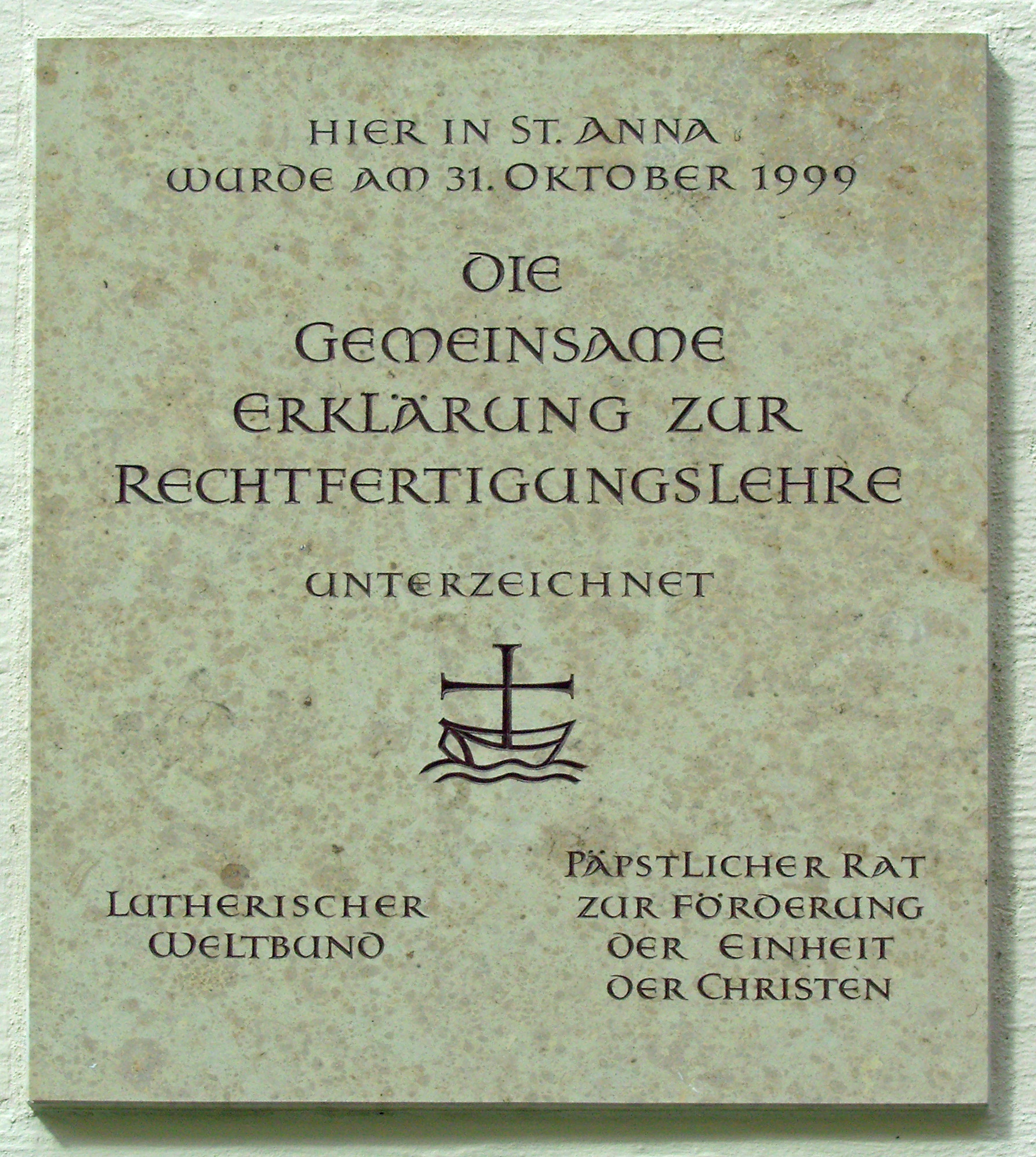
Placa conmemorativa de la Declaración Conjunta en la Iglesia de Santa Ana, Augsburgo.

La Declaración Conjunta sobre la Doctrina de la Justificación es un documento creado y acordado por el Pontificio Consejo para la Promoción de la Unidad de los Cristianos de la Iglesia Católica y la Federación Luterana Mundial en 1999 como resultado de un amplio diálogo ecuménico. Afirma que las iglesias ahora comparten "un entendimiento común de nuestra justificación por la gracia de Dios mediante la fe en Cristo". Para las partes involucradas, esto esencialmente avanza en la resolución del conflicto de 500 años sobre la naturaleza de la justificación que estuvo en la raíz de la Reforma Protestante. El Consejo Metodista Mundial adoptó la Declaración el 18 de julio de 2006. La Comunión Mundial de Iglesias Reformadas (que representa a los "80 millones de miembros de iglesias Congregacionales, Presbiterianas, Reformadas, Unidas, Unidas y Valdenses"), adoptó la Declaración en 2017.
En esencia, la PCPCU y la Federación Luterana Mundial señalan en la declaración que algunos de los "anatemas" relacionadas con la doctrina de la justificación establecidas por el Concilio de Trento no se aplican a determinadas enseñanzas de las iglesias luteranas establecidas en el texto. Asimismo, reconocieron que las condenas establecidas en las Confesiones Luteranas no se aplican a las enseñanzas católicas sobre la justificación expuestas en el documento. Las precisiones y salvedades se señalan y compendian en el documento de "Respuesta oficial de la Iglesia Católica a la Declaración Conjunta". 